# پارک ملی بندای اساهی
پارک ملی بندای اساهی (به لاتین: Bandai-Asahi National Park) یک پارک ملی و منطقهٔ مسکونی در ژاپن است که در Honshū, Japan واقع شده‌است.